# MV Morning Glory
MV Morning Glory, anteriormente Gulf Glory, Bandar Ayu, y Pergiwati, es un buque petrolero botado en 1993. Considerado un buque apátrida con la carga robada el petrolero fue capturado por las fuerzas especiales de Estados Unidos en el sureste de Chipre en el mar Mediterráneo oriental, el 16 de marzo de 2014. La intervención se produjo a petición de los gobiernos de Libia y Chipre.
El buque había navegado anteriormente con el registro de Liberia con el nombre de Gulf Glory. En 2011, fue reparado en el astillero CIC Changxing en China.

## Incidente de 2014
En marzo de 2014, el MV Morning Glory salió del puerto del Golfo de Sidra, habiendo comprado a los rebeldes afines a Ibrahim Jadran 200 000 barriles de petróleo. La nave llevaba bandera de Corea del Norte y su tripulación estaba compuesta por tres militares y 21 marineros. Al parecer, el buque había sido capturado por hombres armados rebeldes. Corea del Norte desautorizó la nave una vez que se supo que la nave estaba bajo control de los rebeldes. En Sirte el petrolero estaba cargado con 234.000 barriles de crudo estatal que había sido tomado por los rebeldes.
El gobierno de Libia intentó evitar que el buque abandonase el puerto el 11 de marzo, pero no estableció un bloqueo efectivo. Como resultado, el gobierno de Alí Zeidan colapsó. Temiendo por su seguridad Zeidan entonces escapó del país. Los rebeldes habían planeado vender el petróleo sin pasar por el gobierno de Libia, sin embargo, la intervención en el mar bloqueó esta dirección. El petrolero fue secuestrado por un equipo SEAL de la Marina de Estados Unidos del USS Roosevelt (DDG-80) el 16 de marzo de 2014 sin derramamiento de sangre. El buque fue llevado al puerto de Zawia, Libia y entregado a las autoridades libias el 22 de marzo de 2014 después de haber sido escoltado por el USS Elrod (FFG-55).